# John Derek
John Derek, nato Derek Delevan Harris (Los Angeles, 12 agosto 1926 – Santa Maria, 22 maggio 1998), è stato un regista, attore e fotografo statunitense.

## Biografia
Figlio d'arte, i suoi genitori erano l'attore e regista Lawson Harris e l'attrice Dolores Johnson. Interprete di importanti pellicole cinematografiche negli anni quaranta e cinquanta, deve la sua notorietà internazionale principalmente ai suoi matrimoni con le celebri attrici Ursula Andress, Linda Evans e Bo Derek, che diresse nei suoi ultimi film. Vinse due volte il Razzie Awards come peggior regista, nel 1984 per Bolero Extasy e nel 1990 per I fantasmi non possono farlo.
Nel film Il colosso di Rodi, nel quale era stato chiamato per interpretare il personaggio principale, volle anche sostituirsi a Sergio Leone come regista perché lo riteneva troppo inesperto. Gli altri attori, però, si coalizzarono per far rimanere Leone alla guida del film, e Derek fu obbligato a dimettersi, venendo sostituito da Rory Calhoun. Nel 1979 si lanciò in un nuovo genere e come regista diresse Love you!, il suo primo film pornografico, con la partecipazione di Annette Haven, Wade Nichols, Lesllie Bovee, Eric Edward. Tale scelta fu criticata da giornali come il Washington Post.
Derek si sposò per la prima volta nel 1951 con la ballerina di origini russe Pati Behrs, da cui ebbe due figli: Russell e Sean Catherine. Il matrimonio ebbe termine nel 1957. Nello stesso anno del suo divorzio, si risposò con l'attrice Ursula Andress, per poi divorziare nel 1966. Nel 1968 si risposò con l'attrice Linda Evans, ma la coppia divorziò nel 1974. Nel 1976 si è infine risposato con la ventenne attrice Bo Derek, che restò con lui fino alla sua morte, avvenuta il 22 maggio 1998 a Santa Barbara a causa di un infarto, all'età di 71 anni. Il corpo è stato cremato.

## Filmografia

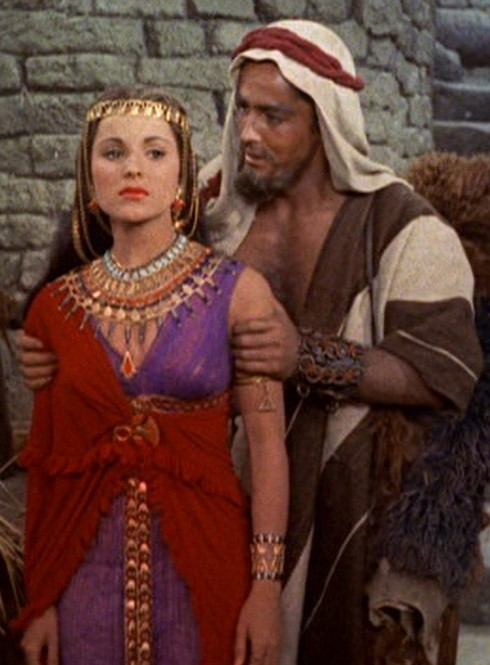
John Derek con Debra Paget nel trailer del film I dieci comandamenti (1956)

### Attore

#### Cinema
- The Nest, regia di Kenneth Anger (1943) - cortometraggio
- Da quando te ne andasti (Since You Went Away), regia di John Cromwell (1944)
- Al tuo ritorno (I'll Be Seeing You), regia di William Dieterle (1944)
- Doppia vita (A Double Life), regia di George Cukor (1947)
- I bassifondi di San Francisco (Knock on Any Door), regia di Nicholas Ray (1949)
- Tutti gli uomini del re (All the King's Men), regia di Robert Rossen (1949)
- Viva Robin Hood (Rogues of Sherwood Forest), regia di Gordon Douglas (1950)
- La maschera del vendicatore (Mask of the Avenger), regia di Phil Karlson (1951)
- Saturday's Hero, regia di David Miller (1951)
- The Family Secret, regia di Henry Levin (1951)
- Ultime della notte (Scandal Sheet), regia di Phil Karlson (1952)
- Rainbow 'Round My Shoulder, regia di Richard Quine (1952)
- Aquile tonanti (Thunderbirds), regia di John H. Auer (1952)
- Navi senza ritorno (Prince of Pirates), regia di Sidney Salkow (1953)
- Terra bruciata (Ambush at Tomahawk Gap), regia di Fred F. Sears (1953)
- L'ultima resistenza (The Last Posse), regia di Alfred L. Werker (1953)
- Tempeste di fuoco (Mission Over Korea), regia di Fred F. Sears (1953)
- Il mare dei vascelli perduti (Sea of Lost Ships), regia di Joseph Kane (1953)
- Il cacciatore di fortuna (The Outcast), regia di William Witney (1954)
- Le avventure di Hajji Babà (The Adventures of Hajji Baba), regia di Don Weis (1954)
- Il principe degli attori (Prince of Players), regia di Philip Dunne (1955)
- I cadetti della 3ª brigata (An Annapolis Story), regia di Don Siegel (1955)
- All'ombra del patibolo (Run for Cover), regia di Nicholas Ray (1955)
- L'angelo del ring (The Leather Saint), regia di Alvin Ganzer (1956)
- I dieci comandamenti (The Ten Commandments), regia di Cecil B. DeMille (1956)
- La belva del Colorado (Fury at Showdown), regia di Gerd Oswald (1957)
- Le schiave della metropoli (The Flesh Is Weak), regia di Don Chaffey (1957)
- Le avventure e gli amori di Omar Khayyam (Omar Khayyam), regia di William Dieterle (1957)
- Inferno di ghiaccio (High Hell), regia di Burt Balaban (1958)
- Il corsaro della mezza luna, regia di Giuseppe Maria Scotese (1959)
- I battellieri del Volga, regia di Viktor Tourjanski (1959)
- Exodus, regia di Otto Preminger (1960)
- Sfida sotto il sole (Nightmare in the Sun), regia di John Derek e Marc Lawrence (1965)
- Un bacio per morire (Once Before I Die), regia di John Derek (1966)

#### Televisione
- Lux Video Theatre – serie TV, episodio 4x19 (1954)
- The Ford Television Theatre – serie TV, 2 episodi (1953-1956)
- Playhouse 90 – serie TV, un episodio (1956)
- Massacre at Sand Creek – film TV (1956)
- I racconti del West (Zane Grey Theater) – serie TV, 2 episodi (1957-1961)
- Frontier Circus – serie TV, 26 episodi (1961-1962)
- Flair (1990)
- Janus – serie TV, un episodio (1994)

### Regista
- Sfida sotto il sole (Nightmare in the Sun) (1965)
- Un bacio per morire (Once Before I Die) (1966)
- A Boy... a Girl (1969)
- Childish Things (1969)
- Love You! (1979)
- C'era una volta un amore (Fantasies) (1981)
- Tarzan, l'uomo scimmia (Tarzan, the Ape Man) (1981)
- Bolero Extasy (Bolero) (1984)
- I fantasmi non possono farlo (Ghosts Can't Do It) (1989)

## Doppiatori italiani
- Pino Locchi in I bassifondi di San Francisco, Tutti gli uomini del re, Viva Robin Hood!, La maschera del vendicatore, Aquile tonanti, Navi senza ritorno, Il cacciatore di fortuna, L'angelo del ring, I dieci comandamenti, La belva del Colorado, Le avventure e gli amori di Omar Khayyam, Inferno di ghiaccio, Exodus
- Gianfranco Bellini in Al tuo ritorno, All'ombra del patibolo
- Giulio Panicali in Il principe degli attori
- Giuseppe Rinaldi in Le avventure di Hajji Babà
- Enrico Maria Salerno in Il corsaro della mezza luna
- Gino La Monica in I bassifondi di San Francisco (ridoppiaggio)